# Trianaea brevipes
Trianaea brevipes là loài thực vật có hoa trong họ Cà. Loài này được (Cuatrec.) S. Knapp miêu tả khoa học đầu tiên năm 1995.